# Spartenverlegung
Die Spartenverlegung bezeichnet die Verlagerung von Strom- und Telefonleitungen, Glasfaserkabeln, Gas- und Wasserrohren aus einem Baustellenbereich hinaus. Dies ist notwendig, wenn zum Beispiel eine Baugrube für eine U-Bahn oder einen Tunnel ausgehoben werden soll.
Als Spartenträger werden die für Betrieb und Unterhalt der jeweiligen "Sparte" zuständigen Unternehmen bezeichnet. Meist handelt es sich dabei um Energieversorger (z. B. "Stadtwerke") oder Infrastrukturbetreiber.